# Emilio Lechner
Emilio Lechner (Rio di Pusteria, 8 novembre 1940) è un ex slittinista italiano.
È fratello di Erika, a sua volta ex slittinista di alto livello e prima donna italiana ad aver vinto la medaglia d'oro ai Giochi olimpici invernali.

## Partecipazioni olimpiche
| Competizione | Pos. | Data            | Città    |
| ------------ | ---- | --------------- | -------- |
| Singolo      | 10ª  | 4 febbraio 1968 | Grenoble |
| Singolo      | 11ª  | 7 febbraio 1972 | Sapporo  |